# Джон Монк Сондерс
Джон Монк Сондерс (англ. John Monk Saunders; 22 листопада 1897 — 11 березня 1940) — американський письменник, сценарист і режисер.

## Біографія
Сондерс народився в Гінклі, штат Міннесота, здобув освіту в Університеті Вашингтона в Сіетлі, після чого отримав Стипендію Родса. Під час Другої світової війни він служив пілотом-інструктором у Флориді.
16 травня 1929, крила (1927), став першим фільмом, коли-небудь виграти премію Американської кіноакадемії за найкращий фільм. В 1931 році він отримав «Оскар» за найкраще літературне першоджерело для фільму «Ранковий патруль» (1930).
Сондерс був одружений з Евіс Г'юз (1922—1927) та актрисою Фей Рей (1928—1939), з якою у нього була дочка, Сьюзен.
11 березня 1940 року Сондерс повісився у своєму будинку у Форт-Маєрсі, штат Флорида.